# Lãnh thổ được phục hồi

Bản đồ cho thấy biên giới của Ba Lan trước năm 1938 (bao gồm khu vực màu xám đại diện cho Kresy) và sau năm 1945. "Lãnh thổ được phục hồi" là những vùng được đánh dấu màu hồng.

Các lãnh thổ được phục hồi (tiếng Ba Lan: Ziemie Odzyskane, nghĩa đen là Giành lại đất) là một thuật ngữ chính thức được sử dụng bởi Cộng hòa Nhân dân Ba Lan để mô tả lãnh thổ của Thành phố Tự do cũ Danzig và các phần của nước Đức trước chiến tranh đã trở thành một phần của Ba Lan sau Thế chiến II.
Lý do của thuật ngữ "Phục hồi" là những vùng lãnh thổ này đã hình thành một phần của nhà nước Ba Lan và bị Ba Lan mất trong các thời kỳ khác nhau trong nhiều thế kỷ. Nó cũng đề cập đến Khái niệm Piast rằng những vùng lãnh thổ này là một phần của quê hương Ba Lan truyền thống dưới triều đại Piast, sau khi thành lập nhà nước vào thời Trung cổ. Tuy nhiên, trong nhiều thế kỷ, họ đã trở thành người nói tiếng Đức thông qua các quá trình định cư về phía đông của Đức (Ostsiedlung), mở rộng chính trị (Drang nach Osten), cũng như sự thay đổi ngôn ngữ do đồng hóa (xem thêm: Đức hóa) tiếng Ba Lan, Slavic và cư dân Phổ cũ. Do đó, ngoài các khu vực nhất định như West Upper Silesia và một số khu vực khác, kể từ năm 1945, hầu hết các vùng lãnh thổ này không còn các cộng đồng nói tiếng Ba Lan có quy mô lớn.
Trong khi hầu hết các khu vực nằm dưới thời kỳ cai trị Ba Lan kéo dài hàng trăm năm, một số khu vực đã bị kiểm soát bởi các công tước và vua Ba Lan trong thời gian ngắn vài thập kỷ. Các khu vực khác nhau, sau khi mất quyền lực đối với Ba Lan, ở các thời điểm khác nhau dưới quyền của Vương quốc Bohemian (Séc), Hungary, Áo, Thụy Điển, Đan Mạch, Brandenburg, Phổ, và tất cả các vùng lãnh thổ này từ năm 1871 đều là một phần của Đức. Nhiều khu vực cũng là một phần của các công tước cai trị Ba Lan khác nhau, được tạo ra do sự phân vùng của Ba Lan, bắt đầu từ thế kỷ thứ 12. Việc một số khu vực nằm trong biên giới Ba Lan trong một thời gian ngắn khởi lên cuộc tranh luận về quê hương Ba Lan truyền thống dựa trên các ý tưởng dân tộc hơn là các sự kiện lịch sử, mặc dù tất cả các khu vực này thực tế nằm dưới sự cai trị của Ba Lan. Ngày nay thuật ngữ Lãnh thổ phương Tây (tiếng Ba Lan: Ziemie Zachodnie) là phổ biến hơn vì tính trung lập về ý thức hệ của nó.
Đại đa số cư dân Đức đã bỏ trốn hoặc bị trục xuất khỏi các vùng lãnh thổ trong giai đoạn sau của chiến tranh và sau khi chiến tranh kết thúc, mặc dù một số ít người Đức vẫn còn ở một số nơi. Các vùng lãnh thổ được tái định cư với người Ba Lan di cư từ miền Trung Ba Lan, người hồi hương Ba Lan buộc phải rời khỏi các khu vực thuộc miền đông Ba Lan cũ đã bị Liên Xô sáp nhập, Ba Lan giải thoát khỏi lao động cưỡng bức ở Đức Quốc xã, với người Ukraine, Rusyn buộc phải tái định cư theo " Chiến dịch Vistula ", Và các nhóm thiểu số khác, định cư ở Ba Lan sau chiến tranh, bao gồm cả người Hy Lạp và người Macedonia . Chính quyền cộng sản đã tiến hành tái định cư cũng đã nỗ lực xóa bỏ nhiều dấu vết của văn hóa Đức, như tên địa danh và chữ khắc lịch sử trên các tòa nhà, ra khỏi các lãnh thổ mới của Ba Lan.
Biên giới sau chiến tranh giữa Đức và Ba Lan (giới tuyến Oder-Neisse) được Đông Đức công nhận năm 1950 và Tây Đức năm 1970, và được Đức tái thống nhất trong Hiệp ước Biên giới Đức-Ba Lan năm 1990. 

Piast Ba Lan thuở sơ khai, sau cái chết của Mieszko I vào năm 992, người được coi là người cai trị lịch sử đầu tiên của Ba Lan và là người tạo ra nhà nước Ba Lan

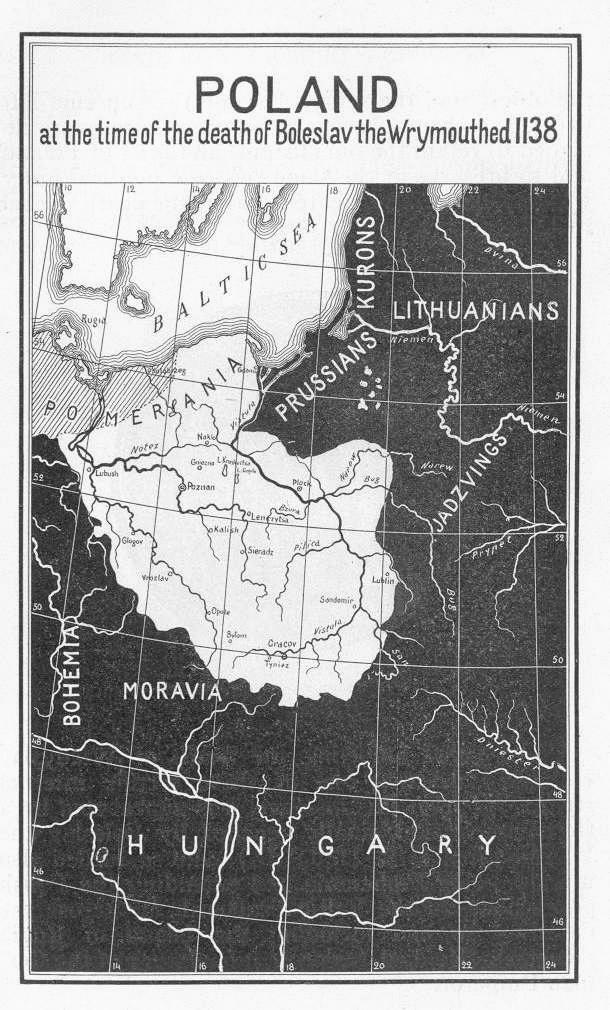
Bản đồ (xuất bản năm 1917 tại Hoa Kỳ) cho thấy lãnh thổ Ba Lan trước cái chết của Boleslaw III năm 1138

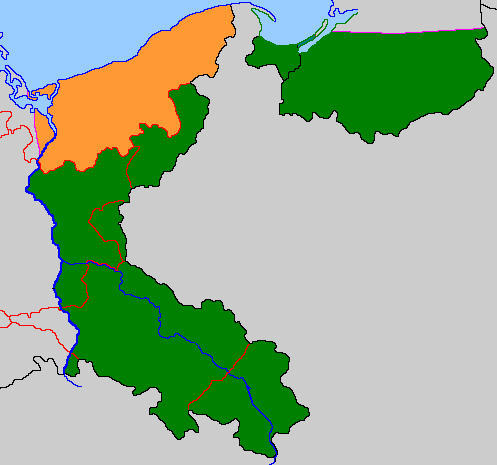
Vị trí của phần bị thôn tính (màu cam) của Tỉnh Pomerania và của "Vùng lãnh thổ được phục hồi" khác (màu xanh lá cây)

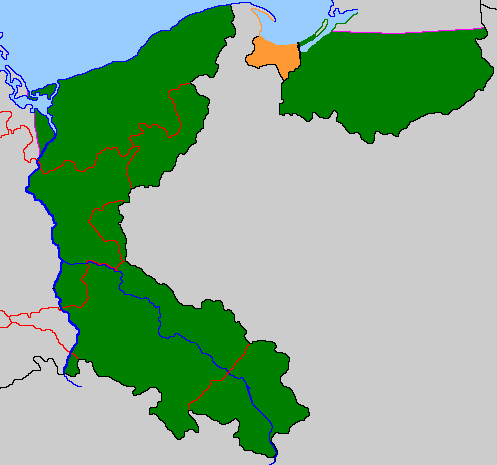
Vị trí của Thành phố Tự do cũ Danzig (màu cam) và của "Lãnh thổ được phục hồi" khác (màu xanh lá cây)

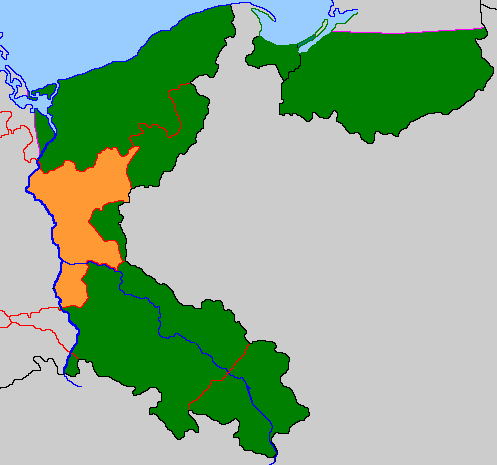
Vị trí của Đông Brandenburg (màu cam) và của "Vùng lãnh thổ được phục hồi" khác (màu xanh lá cây)

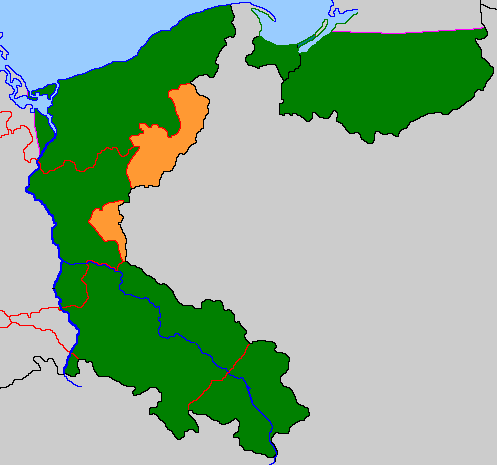
Vị trí của Posen-West Prussia (màu cam) và của "Vùng lãnh thổ được phục hồi" khác (màu xanh lá cây)

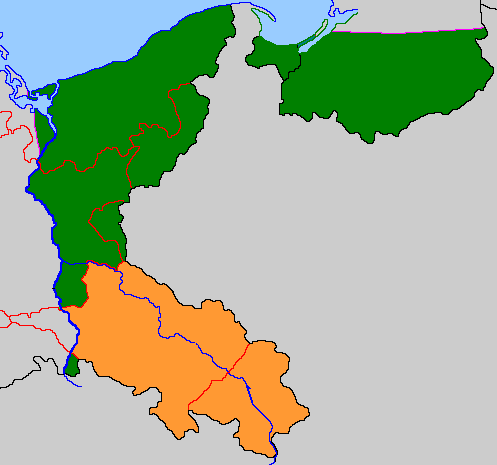
Vị trí của Silesia (màu cam) trong "Vùng lãnh thổ được phục hồi" (màu xanh lá cây)

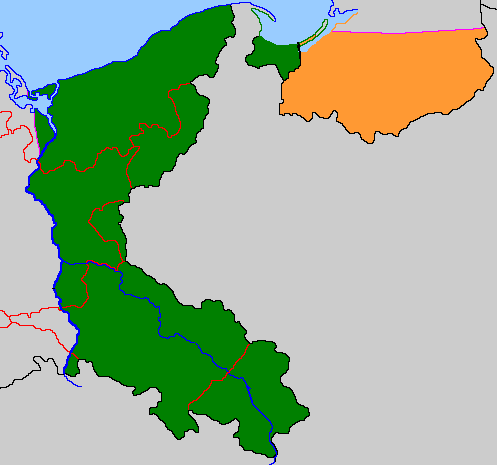
Vị trí của miền nam Đông Phổ (màu cam) và của "Vùng lãnh thổ được phục hồi" khác (màu xanh lá cây)